# 中島バイパス
中島バイパス（なかじまバイパス）は、福島県いわき市を通る国道399号のバイパス道路である。

## 概要

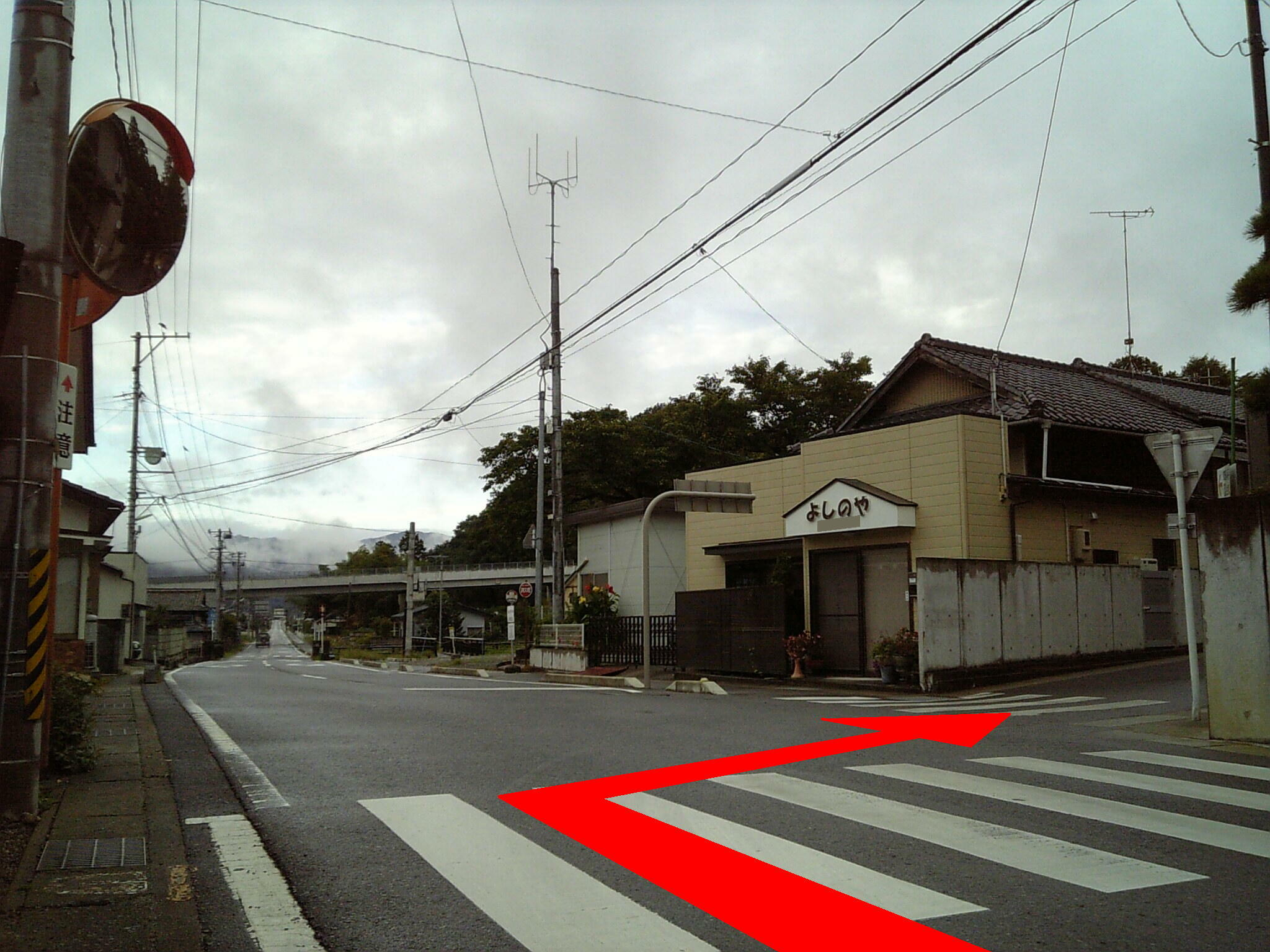
かつての国道399号と県道41号との分岐点。国道は赤い矢印の通り交差点を右折する。中島バイパス開通により現在は国道指定を外れている（奥に見えるのがバイパス）。

いわき市小川地内での国道399号は、市街地を通るため幅員が狭く急カーブもあり、また2車線路からいきなり1車線の細い横道にそれるルートを取るため非常に不案内な道路となっており危険であった。これらや25トン未対応橋梁の解消のため1993年（平成5年）度から建設され、2011年（平成23年）2月11日に全線開通した。

### 路線データ
- 起点：いわき市小川町上平字上平
- 終点：いわき市小川町上小川
- 全長：2.1km
- 事業費：約49億円

## 地理

### 通過する自治体
- いわき市

### 交差する道路
- 国道399号本線いわき駅方面（起点）
- 福島県道248号小川赤井平線
- 福島県道41号小野四倉線
- 国道399号本線南陽方面（終点）

### 道路施設
荒神橋
- 全長：26.7m
- 幅員：9.5（18.0）m
- 形式：鋼単純非合成鈑桁橋
- 竣工：2009年度
- 施工：東開工業

小川町上平字河原田に位置し、二級水系夏井川水系荒神川を渡る。橋上は上下対向2車線と橋西詰の交差点の右折車線計3車線で供用され、上下線両側に幅員3.5mの歩道が設置されている。総工費は2億7700万円。
小川の郷跨線橋
- 全長：150.0m
  - 主径間：36.45m
- 幅員：6.5（14.5）m
- 形式：4径間連続PCポステンバルブT桁橋
- 竣工：2009年度
- 施工：ピーエス三菱・東日本コンクリート共同企業体

小川町上平字沖から字清水にまたがり、JR磐越東線とそれに並行する市道、および福島県道248号小川赤井平線を渡る。橋上は上下対向2車線で供用され、上下線両側に幅員3.5mの歩道が設置されている。曲げモーメントの低減とノージョイント化のために、桁架設後に場所打ちコンクリートにより継ぎ目が埋められ連続桁化された。総工費は7億7100万円。
下田橋
- 全長：20.5m
- 幅員：6.5(15.0)m
- 形式：PC単純プレテンT桁橋
- 竣工：1999年度

小川町上平字清水から字竹ノ内にまたがり、二級水系夏井川水系下田川を渡る。橋上は上下対向2車線で供用され、上下線両側に幅員3.5mの歩道が設置されている。東詰は旧道への取付道路との丁字路となっている。総工費は1億3700万円
峰岸跨線橋
- 全長：165.0m
  - 主径間：29.09m
- 幅員：6.5(14.5)m
- 形式：5径間連続場所打プレストレストコンクリートPC中空床版桁橋＋PCプレテン単純T桁橋（計6径間）
- 竣工：2004年度

小川町上小川字峰岸でJR磐越東線と、それに並行する旧福島県道41号小野四倉線を渡る。バイパス建設の目的である小川市街地狭隘部の解消と内倉街道踏切立体化のための主要構造物である。事業開始当初は内倉跨線橋の仮称であった。総工費は8億3100万円。